# Arnières-sur-Iton
Arnières-sur-Iton – miejscowość i gmina we Francji, w regionie Normandia, w departamencie Eure.
Według danych na rok 1990 gminę zamieszkiwało 1571 osób, a gęstość zaludnienia wynosiła 129 osób/km² (wśród 1421 gmin Górnej Normandii Arnières-sur-Iton plasuje się na 140. miejscu pod względem liczby ludności, natomiast pod względem powierzchni na miejscu 236.).